# Fulcoald de Llemotges

Blasó històric dels vescomtes de Llemotges

Fulcoald o Fulcard de Llemotges (francès Foucher de Limoges, mort el 886), fou un fidelis de Carles II el Calb i fundador de la casa de Llemotges. Era fill de Ramon I comte de Tolosa i comtat de Roergue, i de Berta del Maine (fill de Remigi). Se l'esmenta com un dels fidelis de Carles II el Calb, i va acompanyar al rei en nombroses guerres o conflictes; se li dona el títol d'industrium fabrum in lignis (obrer hàbil en el treball de la fusta) perquè havia dissenyat notables màquines de guerra. En recompensa dels seus serveis fou nomenat governador de Llemotges que havia de guardar els límits del regne amb Aquitània encara mal sotmesa. Després de la mort del seu pare Ramon I de Tolosa i Roergue, Bernat Plantapilosa es va apoderar dels comtats i fou reconegut pel rei; llavors es va proclamar vescomte a Llemotges el 876 i va encunyar moneda, dominant el Llemosí i el Berry.
L'any 877 la capitular de Quierzy va establir de fet la feudalitat amb la condició hereditària dels feus, i va consolidar la seva dinastia sobre el vescomtat que va esdevenir des de llavors hereditari. Fou el fundador de la casa vescomtal de Llemotges i de la casa de Rochechouart (Limoges-Rochechouart), la família més antiga de França després de la família reial; també és el tronc de la casa de Brosse (o Brosse-Limoges).
Armand de Fluvià considera que va tenir una esposa desconeguda. Altres referències pensen que es va casar amb una filla de Gerard I comte d'Alvernia i altres consideren que no va tenir successió. Els que pensen que es va casar el fan pare d'Hildebert I (o Aldebert I) vescomte de Llemotges vers 886-904, mentre que els altres consideren a Hildebert només el seu successor designat, ja que en una carta de Carles el Calb del 87 se l'esmenta com a "fidelis noster"; per Armand de Fluvia i altres, Hildebert ((casat amb Adaltruda, possible dama de la casa comtal d'Alvèrnia germana de Guerau d'Orlhac, i en unes possibles segones noces amb la dama local Deda, i tronc de les cases vescomtals de Llemotges, Segur, Rechechouart i Comborn) fou el pare d'Hildegard vescomte de Llemotges; altres el consideren un germà.